# День нотаріату
День нотаріату — професійне свято України. Відзначається щорічно 2 вересня.

## Історія свята
Свято встановлено в Україні «…ураховуючи значення нотаріальної діяльності в розбудові правової держави, сприянні громадянам, підприємствам, установам і організаціям у здійсненні їх прав та захисті законних інтересів, на підтримку ініціативи Міністерства юстиції України та Української нотаріальної палати…» згідно з Указом Президента України «Про День нотаріату» від 22 лютого 2010 р. № 211/2010.